# Charles Fefferman
Charles Louis Fefferman (Washington, 1949. április 18. –) Fields-érmes amerikai matematikus.

## Élete
Igazi csodagyerek volt. 12 évesen már egyetemre járt és 15 évesen már publikált németül. 17 évesen megszerezte az alapszintű diplomáját fizikából és matematikából a Marylandi Egyetemen. A PhD fokozatát 20 évesen szerezte meg a Princetoni Egyetemen Elias M. Stein témavezető segítségével. Témája: "Inequalities for Strongly Regular Convolution Operators". 22 évesen már professzor volt a Chicagói Egyetemen, ezzel az USA történetében a legfiatalabb professzor lett. 24 évesen visszament Princetonba, ahol szintén professzorrá nevezték ki. 1976-ban elnyerte az Alan T. Waterman-díjat. Ezzel ő lett az első matematikus, aki megkapta ezt a díjat. 1978-ban kitüntették a Fields-éremmel az analízis terén elért eredményeiért. Az United States National Academy of Sciences 1979-ben a köreibe fogadta. További kitüntetései, díjai: National Science Foundation tagság, American Academy of Arts and Sciences, Salem-díj, Bôcher-díj és a Bergman-díj. 2017-ben elnyerte a Matematikai Wolf-díjat.